# Тайпана
Тайпана (итал. Taipana, фриул. Taipane, словен. Tipana) —  коммуна в Италии, расположена в области  Фриули-Венеция-Джулия, в провинции Удине.
Население составляет 715 человек (2008 г.), плотность населения составляет 11 чел./км². Занимает площадь 65 км². Почтовый индекс — 33040. Телефонный код — 0432.
Покровителями коммуны почитаются святой Иосиф Обручник, празднование 19 марта, и святой апостол Матфей.

## Демография
Динамика населения:

## Администрация коммуны
- Официальный сайт: